# Simon Paisley Day
Simon Paisley Day (Gillingham, 13 aprile 1967) è un attore britannico.

## Biografia
Studente di letteratura americana e recitazione alla University of East Anglia, si iscrive in seguito al Bristol Old Vic per iniziare la sua carriera di attore. Lascia la scuola di recitazione dopo due anni per lavorare a tempo pieno. Sposato, vive a Whistable con la moglie e i due figli.

## Filmografia parziale

### Cinema
- Un colpo perfetto (Flawless), regia di Michael Radford (2007)
- The Eagle, regia di  Kevin Macdonald (2011)
- Vittoria e Abdul (Victoria & Abdul), regia di Stephen Frears (2017)

### Televisione
- Casualty – serie TV, episodio 7x08 (1992)
- Doctor Who – serie TV, episodi 1x02-9x10 (2005, 2015)
- Metropolitan Police – serie TV, episodio 21x31 (2005)
- L'ispettore Barnaby (Midsomer Murders) – serie TV, episodio 11x02 (2008)
- Being Human – serie TV, episodio 2x06 (2010)
- Sherlock – serie TV, episodio 2x02 (2012)
- Titanic – miniserie TV, 4 puntate (2012)
- Da Vinci's Demons – serie TV, episodio 1x05 (2013)
- Victoria – serie TV, episodi 1x05-1x07 (2016)
- The Crown – serie TV, episodi 2x02-2x03 (2017)
- Brexit: The Uncivil War, regia di Toby Haynes – film TV (2019)
- Gentleman Jack - Nessuna mi ha mai detto di no (Gentleman Jack) – serie TV, episodio 2x01 (2022)
- This England – miniserie TV, 6 puntate (2022)
- Litvinenko - Indagine sulla morte di un dissidente (Litvinenko) – miniserie TV, puntata 2 (2022)
- Delitti in Paradiso (Death in Paradise) – serie TV, episodio 11x08 (2022)
- The Lovers, regia di Justin Martin – miniserie TV, puntate 1-6 (2023)

## Doppiatori italiani
Nelle versioni in italiano delle opere in cui ha recitato, Simon Paisley Day è stato doppiato da:
- Massimo Bitossi in Vittoria e Abdul, This England, The Lovers
- Stefano Thermes in Il ministero della guerra sporca